# Partido Demócrata de Abjasia
Partido Demócrata de Abjasia (en abjasio: Аԥсны адемократиатә партиа) fue un partido político en la parcialmente reconocida República de Abjasia, aunque de iure pertenece a la República Autónoma de Abjasia de Georgia. 

## Historia
El historiador Guram Gumba, el escritor Daur Zantaria y el poeta ruso Aleksandr Bardodim crearon el partido cuando este último visitó Abjasia en 1990. El congreso fundacional se celebró el 19 de enero de 1991 en el Teatro Dramático Abjasio de Sujumi y, encabezado por Zantaria, Gumba fue elegido primer (y último) presidente del partido. Entre sus otros miembros fundadores se encontraban Natella Akaba, Georgi Gulia, Tamara Shakryl y Boris Kekhir-ipa. Otro nombre sugerido para el partido fue Unión Democrática de Abjasia.
Muchos de los dirigentes del partido se volvieron activos en Aidgylara y en el gobierno de Abjasia, y el partido no revivió después de la guerra de 1992-1993 con Georgia.Los fundadores del partido murieron en 1992 como resultado de los combates durante la guerra.